# Federico Martínez (calciatore 1984)
Eduardo Federico Martínez Colombo (Florida, 28 novembre 1984) è un ex calciatore uruguaiano, di ruolo attaccante.

## Carriera
In carriera ha giocato 11 partite nelle coppe continentali, di cui 2 per la UEFA Champions League, 4 per l'Europa League e 5 per la AFC Champions League.

## Palmarès

### Club

#### Competizioni nazionali
- Campionato lettone: 3

Ventspils: 2011, 2013, 2014
- Coppa di Lettonia: 1

Ventspils: 2012-2013